# Yusa Masanori

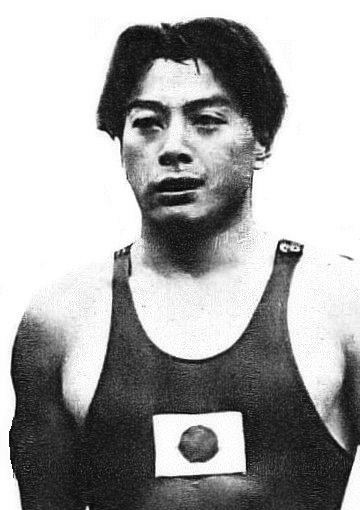
Aufnahme des Schwimmers aus dem Oktober 1936

Yusa Masanori (jap. 遊佐 正憲; * 8. Januar 1915 in Tadotsu, Präfektur Kagawa, Japan; † 8. März 1975) war ein japanischer Schwimmer.
Zusammen mit Toyoda Hisakichi, Miyazaki Yasuji und Yokoyama Takashi wurde er bei den Olympischen Spielen 1932 in Los Angeles mit der 4 × 200-m-Freistilstaffel Olympiasieger. Dies war der erste Sieg Japans mit einer Schwimmstaffel bei Olympischen Spielen. Diesen Sieg mit der Staffel konnte er 1936 in Berlin wiederholen. Außerdem gewann er die Silbermedaille über 100 m Freistil.